# Paralimnophila kosciuskana
Paralimnophila kosciuskana är en tvåvingeart som först beskrevs av Alexander 1929.  Paralimnophila kosciuskana ingår i släktet Paralimnophila och familjen småharkrankar. Inga underarter finns listade i Catalogue of Life.